# Vladimir Arnautov
Vladimir Arnautov (n. 30 iulie 1939) este un matematician moldovean, specialist în geometrie discretă și cristalografie matematică, care a fost ales ca membru titular al Academiei de Științe a Moldovei (1989). Membru PCUS.
Este doctor habilitat în matematică. În anul 2001, Vladimir Arnautov a primit Premiul Academicianul Constantin Sibirschi, în scopul stimulării cercetărilor științifice în domeniul matematicii în Republica Moldova.